# Adam Mamak
Adam Mamak, ps. Sowal, Sąrz (ur. 9 czerwca 1896 w Sowlinach, zm. 1 listopada 1962) – polski polityk ruchu ludowego, uczestnik wojen.

## Życiorys
W 1912 wydalony z gimnazjum za przynależność do tajnej organizacji młodzieżowej. Uczestniczył w wojnie polsko-bolszewickiej w 1920. Ukończył studia weterynaryjne we Lwowie. W 1930 rozpoczął działalność polityczną w Polskim Stronnictwie Ludowym „Piast”, w latach 1932–1939 pełnił funkcję wiceprezesa Zarządu Powiatowego SL w Limanowej. Był jednym z organizatorów strajków chłopskich w 1932, 1933 i 1937. Wielokrotnie więziony za działalność polityczną. W 1939 organizował ruch oporu chłopskiego SL „Roch” a następnie Bataliony Chłopskie w powiecie limanowskim.
W trakcie wojny był delegatem rządu londyńskiego. Wielokrotnie aresztowany i zwalniany przez gestapo. Organizował pomoc dla partyzantów.
Został odznaczony Krzyżem Walecznych, Krzyżem Partyzanckim, Srebrnym Krzyżem Zasługi z Mieczami.